# 奥林巴斯M.Zuiko Digital ED 45mm F1.8
M.Zuiko Digital 45mm F1.8 是奥林巴斯公司的一款定焦镜头，应用于微4/3系统。
该镜头于2011年秋季推出，为E-P3的同期产品。2013年中旬，同17mm、75mm镜头一起追加了黑色版本。

## 概述
应用于微四分之三系統上，135等效焦距为90mm，属于中焦镜头。镜片构成为8组9枚，其中含有两枚高折射镜片。配置了MSC（Movie and Still Compatible），将控制对焦的1组2枚镜片进行了轻量化，可以实现安静快速的自动对焦。
而出于奥林巴斯的策略，在其自身的M43机身上均配置了防抖机构，所以镜头没有额外的防抖组件。
该镜头也是奥林巴斯『M.ZUIKO PREMIUM』序列中最平价的镜头。

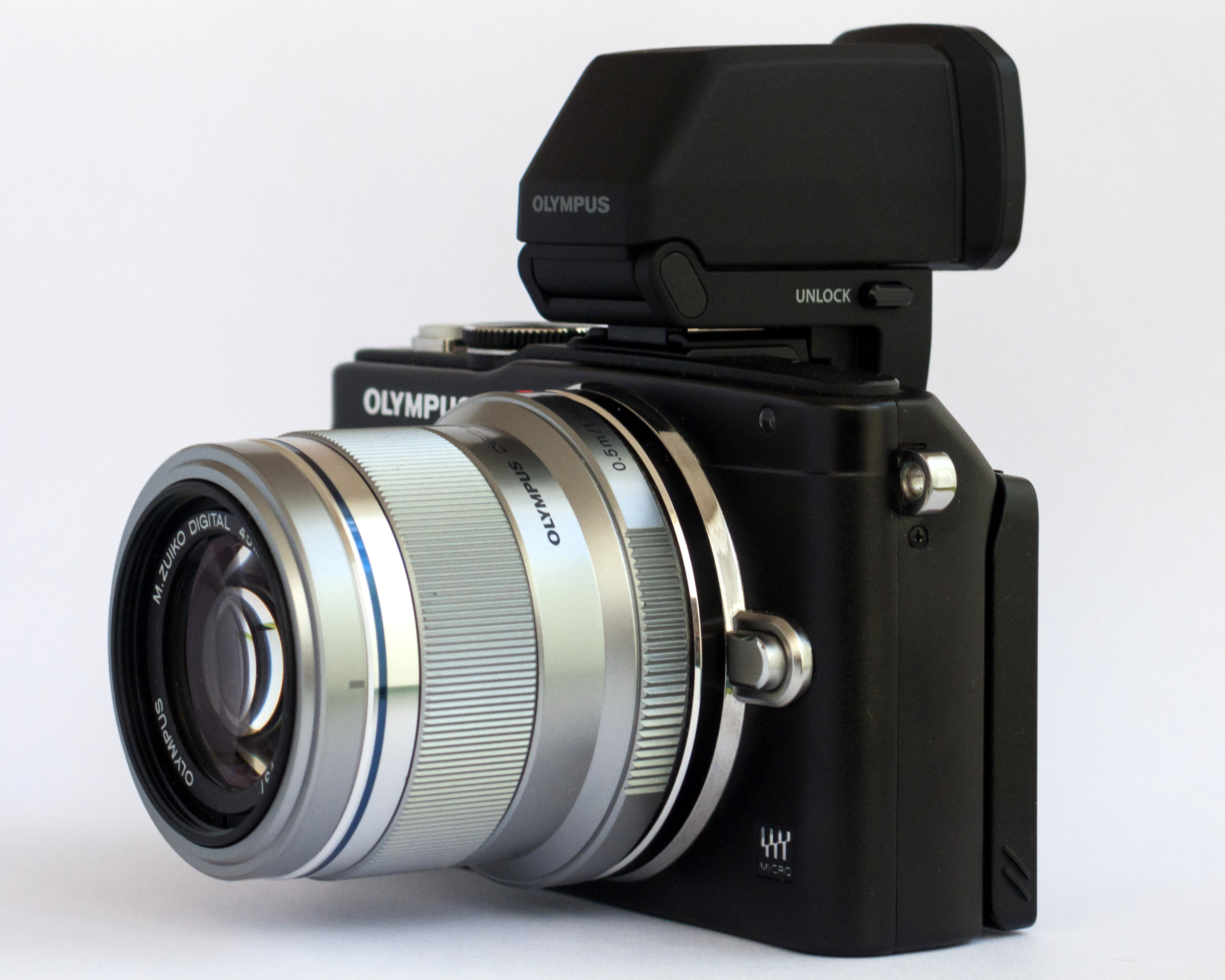
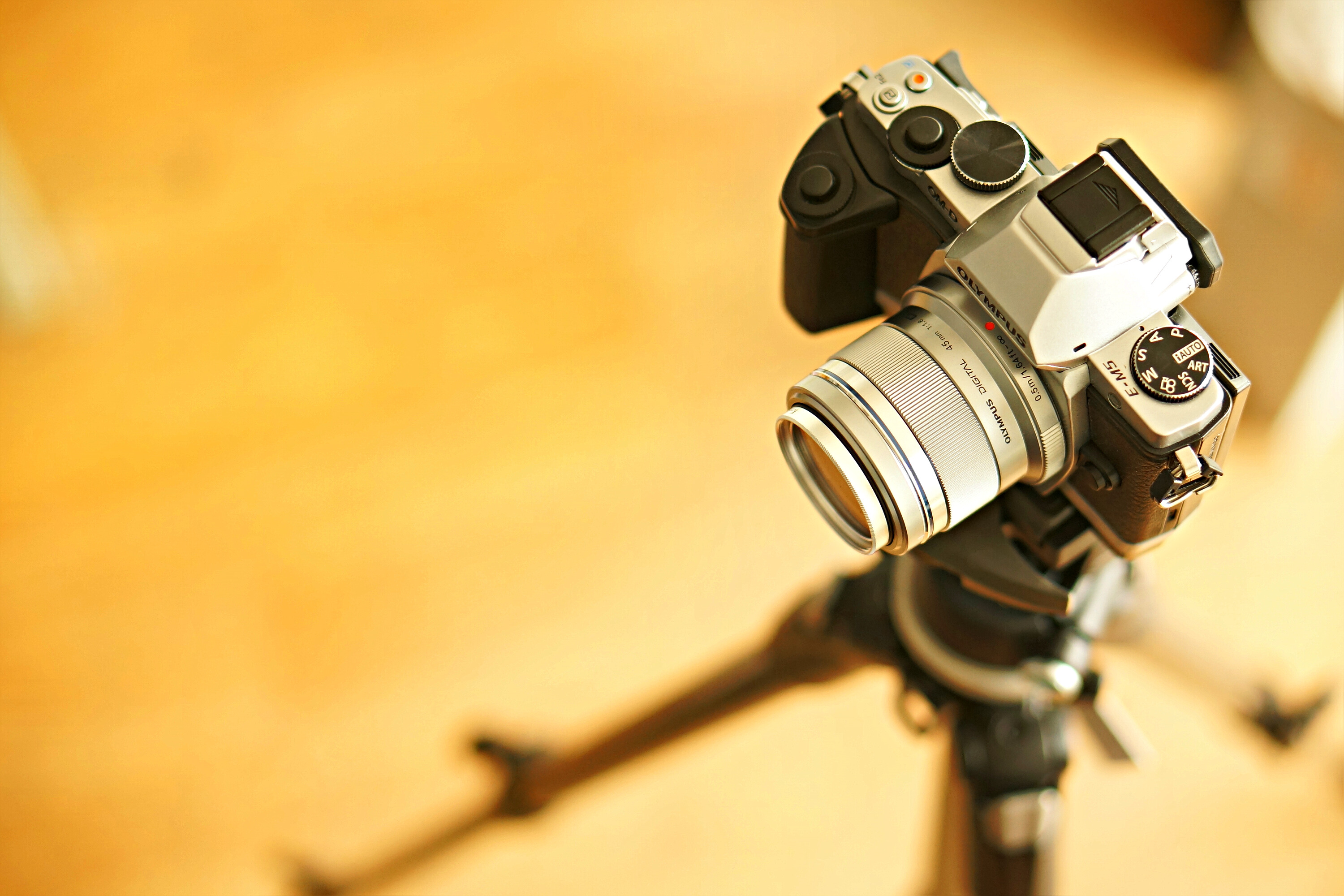
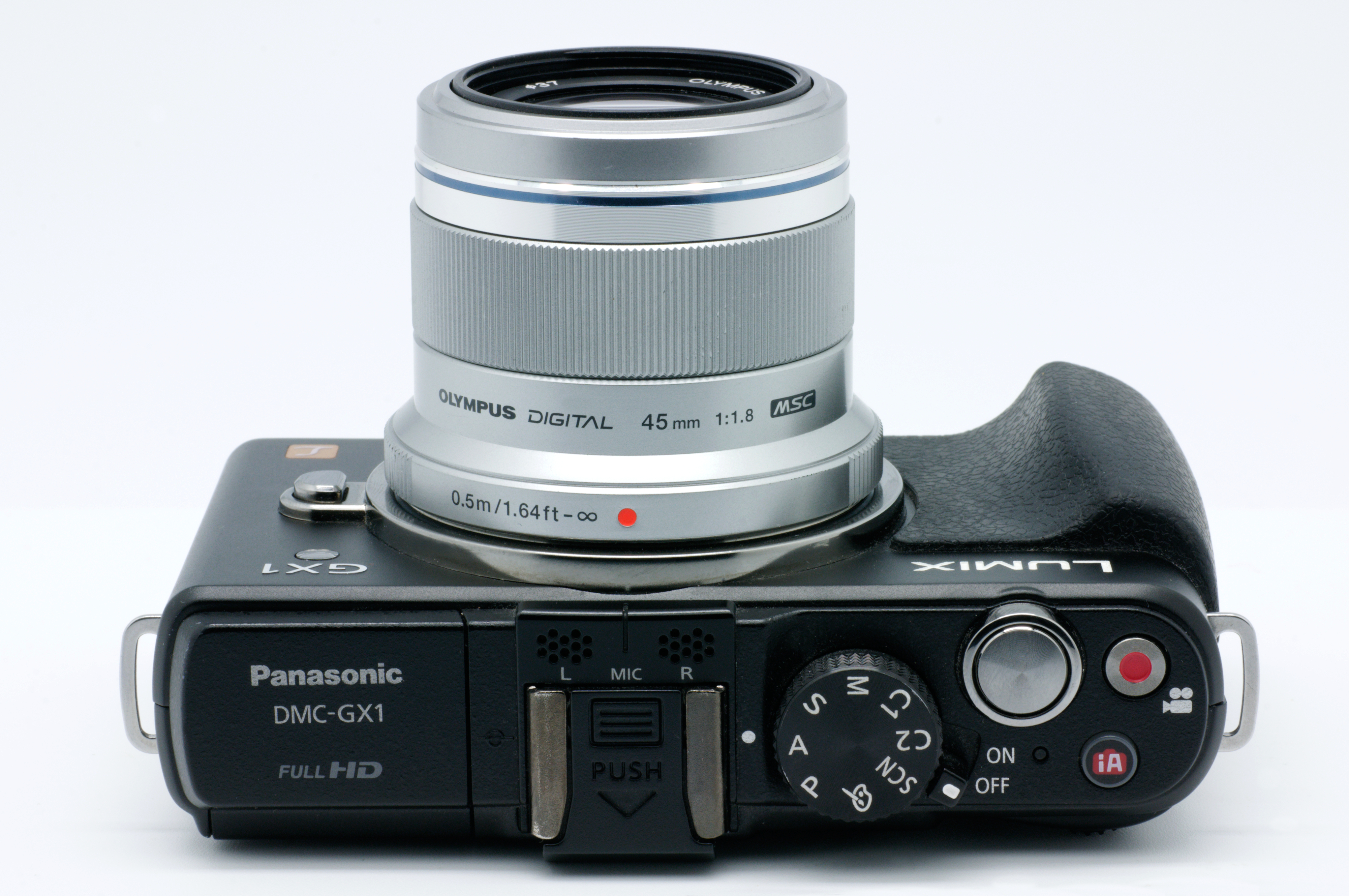
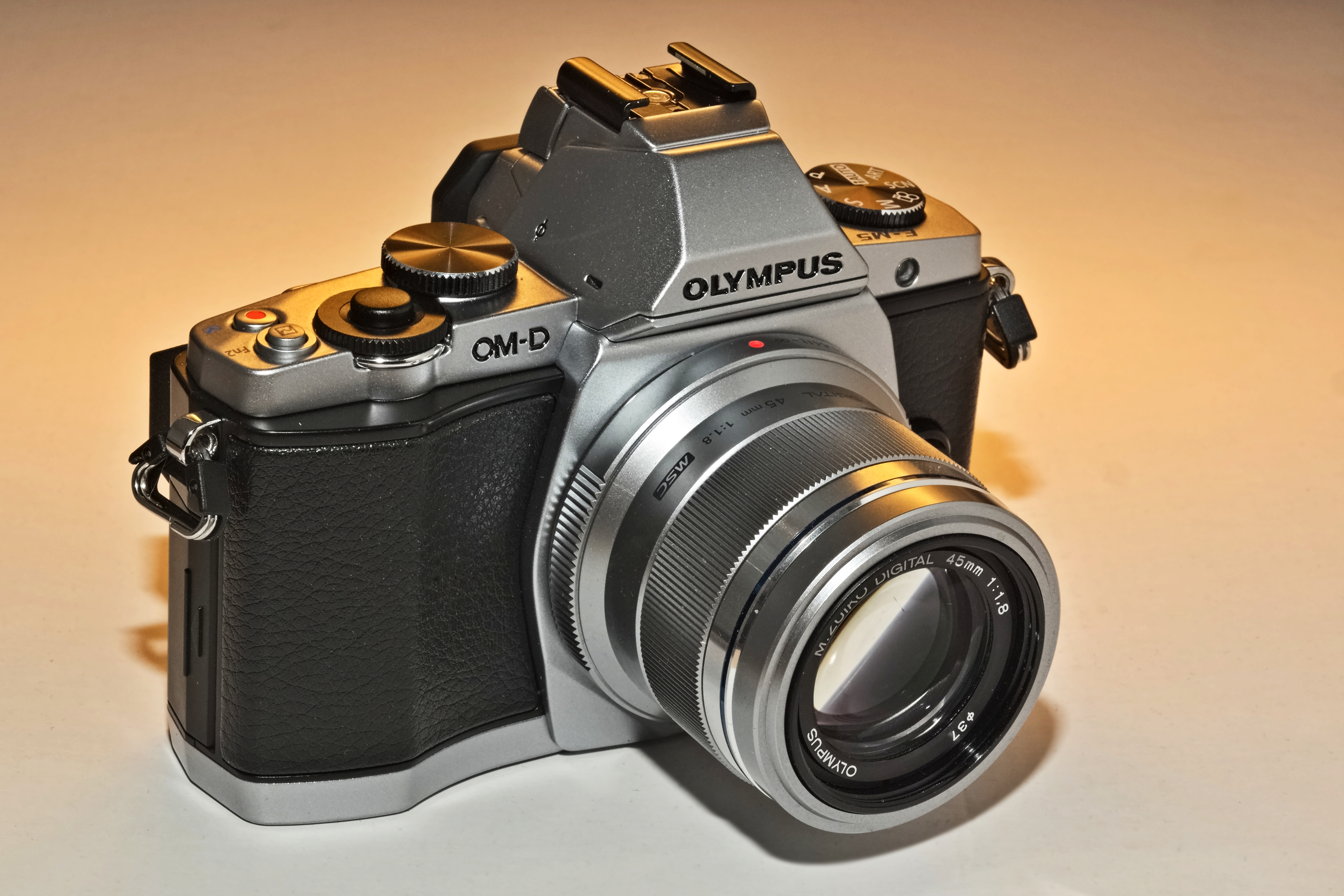